# Codó (gemeente)
Codó is een gemeente in de Braziliaanse deelstaat Maranhão. De gemeente telt 120.810 inwoners (schatting 2017).

## Aangrenzende gemeenten
De gemeente grenst aan Afonso Cunha, Aldeias Altas, Capinzal do Norte, Caxias, Chapadinha, Coroatá, Dom Pedro, Gonçalves Dias, Governador Archer, Peritoró, Santo Antônio dos Lopes, São João do Soter en Timbiras.